# Alchemilla bursensis
Alchemilla bursensis е вид растение от семейство Розови (Rosaceae). Видът е почти застрашен от изчезване.

## Разпространение
Разпространен е в Турция.